# Алексеевка (Бавлинский район)
Алексе́евка (чув. Усӑллă) — село в Бавлинском районе  Республики Татарстан Российской Федерации. Является административным центром Удмуртско-Ташлинского сельского поселения.

## География
Село расположено на реке Сула (левый приток реки Кандыз), в 30 километрах к югу от города Бавлы. 

## История
Село основано в XVIII веке. В дореволюционных источниках известно также под названием Узла. 
До 1860-х годов жители относились к категории государственных крестьян. Занимались земледелием, разведением скота. 
В начале XX века в Алексеевке функционировали церковь, школа, 2 водяные мельницы. В этот период земельный надел сельской общины составлял 2137,8 десятин. До 1920 года село входило в Ивановскую волость Бугульминского уезда Самарской губернии. С 1920 года в составе Бугульминского кантона ТАССР. С 10 августа 1930 года в Бавлинском, с 1 февраля 1963 года в Бугульминском, с 12 января 1965 года в Бавлинском районах.

## Население
| 1829 | 1859 | 1897 | 1926 | 1938 | 1949 | 1958 | 1970 | 1979 | 1989 | 2000 |
| ---- | ---- | ---- | ---- | ---- | ---- | ---- | ---- | ---- | ---- | ---- |
| 304  | 563  | 933  | 1113 | 841  | 738  | 777  | 793  | 688  | 646  | 625  |

## Экономика
Полеводство, молочное скотоводство, свиноводство.

## Социальная инфраструктура
Средняя школа, дом культуры, библиотека.